# Le Voiturier du ciel
Pour plus de détails, voir Fiche technique et Distribution.
Le Voiturier du ciel (Воздушный извозчик, Vozdushnyy izvozchik) est un film soviétique réalisé par Herbert Rappaport, sorti en 1943,.

## Fiche technique
- Titre français : Le Voiturier du ciel[3]
- Photographie : Aleksandr Galperin
- Musique : Youri Birioukov
- Décors : Vladimir Egorov